# 布鲁诺·帕斯夸利尼
布鲁诺·帕斯夸利尼（義大利語：Bruno Pasqualini，1973年10月30日—），意大利男子赛艇运动员。他曾代表意大利参加世界赛艇锦标赛，获得一枚金牌、一枚银牌和一枚铜牌，均来自男子轻量级八人单桨有舵手项目。